# 競泳の世界記録一覧
競泳の世界記録一覧（きょうえいのせかいきろくいちらん）は、世界水泳連盟が認定する競泳世界記録の一覧である。

## 長水路(50m)

### 男子
| 種目                 | 記録       |    | 選手 | 国籍           | 樹立日         | 大会                   | 場所                   | 備考          |
| -------------------- | ---------- | -- | --- | -------------- | -------------- | ---------------------- | ---------------------- | ------------- |
| 50m自由形            | 20秒91     |    | セーザル・シエロフィーリョ | ブラジル       | 2009年12月18日 | オープントーナメント   | サンパウロ             | [ 1 ]         |
| 100m自由形           | 46秒40     |    | 潘展楽 | 中国           | 2024年7月31日  | パリオリンピック       | パリ                   | [ 2 ]         |
| 200m自由形           | 1分42秒00  |    | パウル・ビーデルマン | ドイツ         | 2009年7月28日  | 世界水泳選手権         | ローマ                 | [ 3 ]         |
| 400m自由形           | 3分39秒96  |    | ルーカス・メルテンス | ドイツ         | 2025年4月12日  | ストックホルムオープン | ストックホルム         | [ 4 ]         |
| 800m自由形           | 7分32秒12  |    | 張琳 | 中国           | 2009年7月29日  | 世界水泳選手権         | ローマ                 | [ 5 ]         |
| 1500m自由形          | 14分30秒67 |    | ロバート・フィンケ | アメリカ合衆国 | 2024年8月4日   | パリオリンピック       | パリ                   | [ 6 ]         |
| 50m背泳ぎ            | 23秒55     | sf | クリメント・コレスニコフ | ロシア         | 2023年7月27日  | ロシアカップ           | カザン                 | [ 7 ]         |
| 100m背泳ぎ           | 51秒60     |    | トマス・チェッコン | イタリア       | 2022年6月20日  | 世界水泳選手権         | ブダペスト             | [ 8 ]         |
| 200m背泳ぎ           | 1分51秒92  |    | アーロン・ピアソル | アメリカ合衆国 | 2009年7月31日  | 世界水泳選手権         | ローマ                 | [ 9 ]         |
| 50m平泳ぎ            | 25秒95     | sf | アダム・ピーティー | イギリス       | 2017年7月25日  | 世界水泳選手権         | ブダペスト             | [ 10 ]        |
| 100m平泳ぎ           | 56秒88     | sf | アダム・ピーティー | イギリス       | 2019年7月21日  | 世界水泳選手権         | 光州                   | [ 11 ]        |
| 200m平泳ぎ           | 2分05秒48  |    | 覃海洋 | 中国           | 2023年7月28日  | 世界水泳選手権         | 福岡                   | [ 12 ] [ 13 ] |
| 50mバタフライ        | 22秒27     |    | アンドリー・ゴボロフ | ウクライナ     | 2018年7月1日   | セッテ・コッリ杯       | ローマ                 | [ 14 ]        |
| 100mバタフライ       | 49秒45     |    | ケーレブ・ドレッセル | アメリカ合衆国 | 2021年7月31日  | 東京オリンピック       | 東京                   | [ 15 ]        |
| 200mバタフライ       | 1分50秒34  |    | クリストフ・ミラーク | ハンガリー     | 2022年6月21日  | 世界水泳選手権         | ブダペスト             | [ 16 ]        |
| 200m個人メドレー     | 1分52秒69  | sf | レオン・マルシャン | フランス       | 2025年7月30日  | 世界水泳選手権         | 世界水泳選手権アリーナ | [ 17 ]        |
| 400m個人メドレー     | 4分02秒50  |    | レオン・マルシャン | フランス       | 2023年7月23日  | 世界水泳選手権         | 福岡                   | [ 18 ] [ 19 ] |
| 4x100mフリーリレー   | 3分08秒24  |    | マイケル・フェルプス（47秒51） ギャレット・ウェーバー（47秒02） カレン・ジョーンズ（47秒65） ジェイソン・レザック（46秒06）         | アメリカ合衆国 | 2008年8月11日  | 北京オリンピック       | 北京                   |               |
| 4x200mフリーリレー   | 6分58秒55  |    | マイケル・フェルプス（1分44秒49） リッキー・ベレンズ（1分44秒13） デビッド・ウォルタース（1分45秒47） ライアン・ロクテ（1分44秒46） | アメリカ合衆国 | 2009年7月31日  | 世界水泳選手権         | ローマ                 | [ 21 ]        |
| 4x100mメドレーリレー | 3分26秒78  |    | ライアン・マーフィー（52秒31） マイケル・アンドリュー（58秒49） ケーレブ・ドレッセル（49秒03） ザック・アップル（46秒95）           | アメリカ合衆国 | 2021年8月1日   | 東京オリンピック       | 東京                   | [ 22 ]        |

凡例: 
- # – 国際水泳連盟による公認待ち

- 下記のマークがない場合は決勝: h – 予選
- sf – 準決勝
- r – リレー第1泳者
- rh – リレー第1泳者(予選)
- (b) – B決勝
- † – 途中記録
- (tt) – タイムトライアル
- (so) – スイムオフ

### 女子
| 種目                 | 記録       |    | 選手 | 国籍           | 樹立日         | 大会                  | 場所               | 備考          |
| -------------------- | ---------- | -- | --- | -------------- | -------------- | --------------------- | ------------------ | ------------- |
| 50m自由形            | 23秒61     | sf | サラ・ショーストロム | スウェーデン   | 2023年7月29日  | 世界水泳選手権        | 福岡               | [ 23 ] [ 24 ] |
| 100m自由形           | 51秒71     | r  | サラ・ショーストロム | スウェーデン   | 2017年7月23日  | 世界水泳選手権        | ブダペスト         | [ 25 ]        |
| 200m自由形           | 1分52秒23  |    | アリアン・ティットマス | オーストラリア | 2024年6月12日  | パリ五輪選考会        | ブリスベン         | [ 26 ]        |
| 400m自由形           | 3分54秒18  |    | サマー・マッキントッシュ | カナダ         | 2025年6月7日   | カナダ代表選考会      | ビクトリア         |               |
| 800m自由形           | 8分04秒12  |    | ケイティ・レデッキー | アメリカ合衆国 | 2025年5月3日   | TYRプロスイムシリーズ | フロリダ           |               |
| 1500m自由形          | 15分20秒48 |    | ケイティ・レデッキー | アメリカ合衆国 | 2018年5月16日  | TYRプロスイムシリーズ | インディアナポリス | [ 29 ]        |
| 50m背泳ぎ            | 26秒86     |    | カイリー・マッキューン | オーストラリア | 2023年10月20日 | ワールドカップ        | ブダペスト         |               |
| 100m背泳ぎ           | 57秒13     |    | レーガン・スミス | アメリカ合衆国 | 2024年6月18日  | 全米代表選考会        | インディアナポリス | [ 31 ]        |
| 200m背泳ぎ           | 2分03秒14  |    | カイリー・マッキューン | オーストラリア | 2023年3月10日  | NSW州選手権           | シドニー           | [ 32 ]        |
| 50m平泳ぎ            | 29秒16     |    | ルタ・メイルティテ | リトアニア     | 2023年7月30日  | 世界水泳選手権        | 福岡               |               |
| 100m平泳ぎ           | 1分04秒13  |    | リリー・キング | アメリカ合衆国 | 2017年7月25日  | 世界水泳選手権        | ブダペスト         | [ 34 ]        |
| 200m平泳ぎ           | 2分17秒55  |    | エフゲニア・チクノワ | ロシア         | 2023年4月21日  | ロシア選手権          | カザン             | [ 35 ]        |
| 50mバタフライ        | 24秒43     |    | サラ・ショーストロム | スウェーデン   | 2014年7月5日   | スウェーデン選手権    | ボロース           | [ 36 ]        |
| 100mバタフライ       | 54秒60     |    | グレッチェン・ウォルシュ | アメリカ合衆国 | 2025年5月3日   | TYRプロスイムシリーズ | フロリダ           |               |
| 200mバタフライ       | 2分01秒81  |    | 劉子歌 | 中国           | 2009年10月21日 | 中国全国運動会        | 済南               | [ 38 ]        |
| 200m個人メドレー     | 2分05秒70  |    | サマー・マッキントッシュ | カナダ         | 2025年6月9日   | カナダ代表選考会      | ビクトリア         |               |
| 400m個人メドレー     | 4分23秒65  |    | サマー・マッキントッシュ | カナダ         | 2025年6月11日  | カナダ代表選考会      | ビクトリア         | [ 40 ]        |
| 4x100mフリーリレー   | 3分27秒96  |    | モリー・オキャラハン（52秒08） シェイナ・ジャック（51秒69） メグ・ハリス（52秒29） エマ・マキーオン（51秒90）                           | オーストラリア | 2023年7月23日  | 世界水泳選手権        | 福岡               | [ 41 ]        |
| 4x200mフリーリレー   | 7分37秒50  |    | モリー・オキャラハン（1分53秒66） シェイナ・ジャック（1分55秒63） ブリアナ・スロッセル（1分55秒80） アリアン・ティットマス（1分52秒41） | オーストラリア | 2023年7月27日  | 世界水泳選手権        | 福岡               | [ 42 ]        |
| 4x100mメドレーリレー | 3分49秒34  |    | レーガン・スミス（57秒57） ケイト・ダグラス（1分04秒27） グレッチェン・ウォルシュ（54秒98） トリ・ハスク（52秒52）                      | アメリカ合衆国 | 2025年8月2日   | 世界水泳選手権        | シンガポール       |               |

凡例: 
- # – 国際水泳連盟による公認待ち

- 下記のマークがない場合は決勝: h – 予選
- sf – 準決勝
- r – リレー第1泳者
- rh – リレー第1泳者(予選)
- (b) – B決勝
- † – 途中記録
- (tt) – タイムトライアル
- (so) – スイムオフ

### 男女混合
| 種目                 | 記録      |  | 選手 | 国籍           | 樹立日       | 大会             | 場所         | 備考          |
| -------------------- | --------- |  | --- | -------------- | ------------ | ---------------- | ------------ | ------------- |
| 4×100mフリーリレー   | 3分18秒48 |  | ジャック・アレクシー（46秒91） パトリック・サモン（46秒70） ケイト・ダグラス（52秒43） トリ・ハスク（52秒44）           | アメリカ合衆国 | 2025年8月2日 | 世界水泳選手権   | シンガポール |               |
| 4×100mメドレーリレー | 3分37秒43 |  | ライアン・マーフィー （52秒08） ニック・フィンク （58秒29） グレッチェン・ウォルシュ（55秒18） トーリ・フスケ（51秒88） | アメリカ合衆国 | 2024年8月3日 | パリオリンピック | パリ         | [ 45 ] [ 46 ] |

凡例: 
- # – 国際水泳連盟による公認待ち

- 下記のマークがない場合は決勝: h – 予選
- sf – 準決勝
- r – リレー第1泳者
- rh – リレー第1泳者(予選)
- (b) – B決勝
- † – 途中記録
- (tt) – タイムトライアル
- (so) – スイムオフ

## 短水路(25m)

### 男子
| 種目                 | 記録       |    | 選手 | 国籍           | 樹立日         | 大会                 | 場所               | 備考   |
| -------------------- | ---------- | -- | --- | -------------- | -------------- | -------------------- | ------------------ | ------ |
| 50m自由形            | 19秒90     | sf | ジョーダン・クルックス | ケイマン諸島   | 2024年12月14日 | 世界短水路選手権     | ブダペスト         |        |
| 100m自由形           | 44秒84     |    | カイル・チャルマーズ | オーストラリア | 2021年10月30日 | ワールドカップ       | カザン             | [ 48 ] |
| 200m自由形           | 1分38秒61  |    | ルーク・ホブソン | アメリカ合衆国 | 2024年12月15日 | 世界短水路選手権     | ブダペスト         | [ 49 ] |
| 400m自由形           | 3分32秒25  |    | ヤニック・アニエル | フランス       | 2012年11月15日 | 短水路フランス選手権 | アンジェ           |        |
| 800m自由形           | 7分20秒46  |    | ダニエル・ウィフェン | アイルランド   | 2023年12月10日 | 欧州短水路選手権     | オトペニ           | [ 51 ] |
| 1500m自由形          | 14分06秒88 |    | フロリアン・ウェルブロック                                                                                                  | ドイツ         | 2021年12月21日 | 世界短水路選手権     | アブダビ           | [ 52 ] |
| 50m背泳ぎ            | 22秒11     |    | クリメント・コレスニコフ | ロシア         | 2022年11月23日 | ロシア選手権         | ロシア             | [ 53 ] |
| 100m背泳ぎ           | 48秒33     |    | コールマン・スチュワート | アメリカ合衆国 | 2021年8月29日  | 国際水泳リーグ       | ナポリ             | [ 54 ] |
| 200m背泳ぎ           | 1分45秒63  |    | ミッチェル・ラーキン | オーストラリア | 2015年11月27日 | 豪州短水路選手権     | シドニー           |        |
| 50m平泳ぎ            | 24秒95     |    | エムレ・サクチ | トルコ         | 2021年12月27日 | トルコ選手権         | ガズィアンテプ     | [ 55 ] |
| 100m平泳ぎ           | 55秒28     |    | イリヤ・シマノビッチ | ベラルーシ     | 2021年11月26日 | 国際水泳リーグ       | アイントホーフェン | [ 56 ] |
| 200m平泳ぎ           | 2分00秒16  |    | キリル・プリゴダ | ロシア         | 2018年12月13日 | 世界短水路選手権     | 杭州               | [ 57 ] |
| 50mバタフライ        | 21秒32     |    | ノエ・ポンティ | スイス         | 2024年12月11日 | 世界短水路選手権     | ブダペスト         | [ 58 ] |
| 100mバタフライ       | 47秒71     |    | ノエ・ポンティ | スイス         | 2024年12月14日 | 世界短水路選手権     | ブダペスト         |        |
| 200mバタフライ       | 1分46秒85  |    | 本多灯 | 日本           | 2022年10月22日 | 日本選手権(25m)      | 東京辰巳国際水泳場 | [ 60 ] |
| 100m個人メドレー     | 49秒28     |    | ケーレブ・ドレッセル | アメリカ合衆国 | 2020年11月22日 | 国際水泳リーグ       | ブダペスト         | [ 61 ] |
| 200m個人メドレー     | 1分48秒88  |    | レオン・マルシャン | フランス       | 2024年11月1日  | ワールドカップ       | シンガポール       |        |
| 400m個人メドレー     | 3分54秒81  |    | 瀬戸大也 | 日本           | 2019年12月20日 | 国際水泳リーグ       | ラスベガス         | [ 63 ] |
| 4x50mフリーリレー    | 1分21秒80  |    | ケーレブ・ドレッセル（20秒43) ライアン・ヘルド（20秒25） ジャック・コンガー（20秒59） マイケル・チャドウィック（20秒53）    | アメリカ合衆国 | 2018年12月14日 | 世界短水路選手権     | 杭州               |        |
| 4x100mフリーリレー   | 3分01秒66  |    | ジャック・アレクシー（45秒05) ルーク・ホブソン（45秒18） キーラン・スミス（46秒01） クリス・ジュリアーノ（45秒42）          | アメリカ合衆国 | 2024年12月10日 | 世界短水路選手権     | ブダペスト         |        |
| 4x200mフリーリレー   | 6分40秒51  |    | ルーク・ホブソン（1分38秒91） カーソン・フォスター（1分40秒77） シェイン・カサス（1分40秒34） キーラン・スミス（1分40秒49） | アメリカ合衆国 | 2024年12月13日 | 世界短水路選手権     | ブダペスト         |        |
| 4x50mメドレーリレー  | 1分29秒72  |    | ロレンツォ・モラ（22秒65） ニコロ・マルティネンギ（24秒95） マッテオ・リヴォルタ（21秒60） レオナルド・デプラノ（20秒52）   | イタリア       | 2022年12月17日 | 世界短水路選手権     | メルボルン         | [ 66 ] |
| 4x100mメドレーリレー | 3分18秒68  |    | ミロン・リフィンツェフ（49秒31） キリル・プリゴダ（55秒15） アンドレイ・ミナコフ（48秒80） エゴール・コルネフ（45秒42）     | NAB            | 2024年12月15日 | 世界短水路選手権     | ブダペスト         |        |

凡例: 
- # – 国際水泳連盟による公認待ち

- 下記のマークがない場合は決勝: h – 予選
- sf – 準決勝
- r – リレー第1泳者
- rh – リレー第1泳者(予選)
- (b) – B決勝
- † – 途中記録
- (tt) – タイムトライアル
- (so) – スイムオフ

### 女子
| 種目                 | 記録       |    | 選手 | 国籍           | 樹立日         | 大会                 | 場所               | 備考   |
| -------------------- | ---------- | -- | --- | -------------- | -------------- | -------------------- | ------------------ | ------ |
| 50m自由形            | 22秒83     |    | グレッチェン・ウォルシュ | アメリカ合衆国 | 2024年12月15日 | 世界短水路選手権     | ブダペスト         |        |
| 100m自由形           | 50秒25     |    | ケイト・キャンベル | オーストラリア | 2017年10月26日 | オーストラリア選手権 | アデレード         |        |
| 200m自由形           | 1分50秒31  |    | 何詩蓓 | 香港           | 2021年12月16日 | 世界短水路選手権     | アブダビ           | [ 69 ] |
| 400m自由形           | 3分50秒25  |    | サマー・マッキントッシュ | カナダ         | 2024年12月10日 | 世界短水路選手権     | ブダペスト         | [ 70 ] |
| 800m自由形           | 7分57秒42  |    | ケイティ・レデッキー | アメリカ合衆国 | 2022年11月5日  | ワールドカップ       | インディアナポリス |        |
| 1500m自由形          | 15分08秒24 |    | ケイティ・レデッキー | アメリカ合衆国 | 2022年10月29日 | ワールドカップ       | トロント           |        |
| 50m背泳ぎ            | 25秒23     |    | レーガン・スミス | アメリカ合衆国 | 2024年12月13日 | 世界短水路選手権     | ブダペスト         | [ 72 ] |
| 100m背泳ぎ           | 54秒02     | r  | レーガン・スミス | アメリカ合衆国 | 2024年12月15日 | 世界短水路選手権     | ブダペスト         | [ 73 ] |
| 200m背泳ぎ           | 1分58秒04  |    | レーガン・スミス | アメリカ合衆国 | 2024年12月15日 | 世界短水路選手権     | ブダペスト         | [ 74 ] |
| 50m平泳ぎ            | 28秒37     | sf | ルータ・メイルティーテ | リトアニア     | 2022年12月17日 | 世界短水路選手権     | メルボルン         | [ 75 ] |
| 100m平泳ぎ           | 1分02秒36  | =  | ルータ・メイルティーテ | リトアニア     | 2013年10月12日 | ワールドカップ       | モスクワ           | [ 76 ] |
| 100m平泳ぎ           | 1分02秒36  | =  | アリア・アトキンソン | ジャマイカ     | 2014年11月6日  | 世界短水路選手権     | ドーハ             |        |
| 100m平泳ぎ           | 1分02秒36  | =  | アリア・アトキンソン | ジャマイカ     | 2016年8月26日  | ワールドカップ       | シャルトル         |        |
| 200m平泳ぎ           | 2分12秒50  |    | ケイト・ダグラス | アメリカ合衆国 | 2024年12月13日 | 世界短水路選手権     | ブダペスト         | [ 77 ] |
| 50mバタフライ        | 23秒94     | sf | グレッチェン・ウォルシュ | アメリカ合衆国 | 2024年12月10日 | 世界短水路選手権     | ブダペスト         | [ 78 ] |
| 100mバタフライ       | 52秒71     |    | グレッチェン・ウォルシュ | アメリカ合衆国 | 2024年12月14日 | 世界短水路選手権     | ブダペスト         |        |
| 200mバタフライ       | 1分59秒32  |    | サマー・マッキントッシュ | カナダ         | 2024年12月12日 | 世界短水路選手権     | ブダペスト         | [ 80 ] |
| 100m個人メドレー     | 55秒11     |    | グレッチェン・ウォルシュ | アメリカ合衆国 | 2024年12月13日 | 世界短水路選手権     | ブダペスト         | [ 81 ] |
| 200m個人メドレー     | 2分01秒63  |    | ケイト・ダグラス | アメリカ合衆国 | 2024年12月10日 | 世界短水路選手権     | ブダペスト         | [ 82 ] |
| 400m個人メドレー     | 4分15秒48  |    | サマー・マッキントッシュ | カナダ         | 2024年12月14日 | 世界短水路選手権     | ブダペスト         |        |
| 4x50mフリーリレー    | 1分32秒50  | tt | ラノミ・クロモウィジョジョ（23秒05） マーイケ・デワールト（23秒16） キム・ブッシュ（23秒47） フェムケ・ヘームスケルク（22秒82）         | オランダ       | 2020年12月12日 | Wouda Cup            | アイントホーフェン |        |
| 4x100mフリーリレー   | 3分25秒01  |    | ケイト・ダグラス（50秒95） キャサリン・バーコフ（51秒38） アレックス・シャッケル（52秒01） グレッチェン・ウォルシュ（50秒67）           | アメリカ合衆国 | 2024年12月10日 | 世界短水路選手権     | ブダペスト         |        |
| 4x200mフリーリレー   | 7分30秒13  |    | アレックス・ウォルシュ（1分53秒25） ページ・マッデン（1分53秒18） ケイティ・グライムズ（1分53秒39） クレア・ワインスタイン（1分50秒31） | アメリカ合衆国 | 2024年12月12日 | 世界短水路選手権     | ブダペスト         |        |
| 4x50mメドレーリレー  | 1分42秒35  |    | モリー・オキャラハン（25秒49） チェルシー・ホッジス（29秒11） エマ・マキーオン（24秒43） マディソン・ウィルソン（23秒32）               | オーストラリア | 2022年12月17日 | 世界短水路選手権     | メルボルン         | [ 86 ] |
| 4x100mメドレーリレー | 3分40秒41  |    | レーガン・スミス（54秒02） リリー・キング（1分03秒02） グレッチェン・ウォルシュ（52秒84） ケイト・ダグラス（50秒53）                    | アメリカ合衆国 | 2024年12月15日 | 世界短水路選手権     | ブダペスト         |        |

凡例: 
- # – 国際水泳連盟による公認待ち

- 下記のマークがない場合は決勝: h – 予選
- sf – 準決勝
- r – リレー第1泳者
- rh – リレー第1泳者(予選)
- (b) – B決勝
- † – 途中記録
- (tt) – タイムトライアル
- (so) – スイムオフ

### 男女混合
| 種目                 | 記録      |  | 選手 | 国籍           | 樹立日         | 大会             | 場所       | 備考 |
| -------------------- | --------- |  | --- | -------------- | -------------- | ---------------- | ---------- | ---- |
| 4×50mフリーリレー    | 1分27秒33 |  | マキシム・グルセ（20秒92） フローラン・マナドゥ（20秒26） ベリル・ガスタルデロ（23秒00） メラニー・エニック（23秒15） | フランス       | 2022年12月16日 | 世界短水路選手権 | メルボルン |      |
| 4×50mメドレーリレー  | 1分35秒15 |  | ライアン・マーフィー（22秒37） ニック・フィンク（24秒96） ケイト・ダグラス（24秒09） トーリ・ハスク（23秒73）         | アメリカ合衆国 | 2022年12月14日 | 世界短水路選手権 | メルボルン |      |
| 4×100mメドレーリレー | 3分30秒47 |  | ミロン・リフィンツェフ（48秒90） キリル・プリゴダ（54秒86） アリーナ・スルコワ（55秒63） ダリア・クレピコワ（51秒08） | ロシア         | 2024年12月14日 | 世界短水路選手権 | ブダペスト |      |

凡例: 
- # – 国際水泳連盟による公認待ち

- 下記のマークがない場合は決勝: h – 予選
- sf – 準決勝
- r – リレー第1泳者
- rh – リレー第1泳者(予選)
- (b) – B決勝
- † – 途中記録
- (tt) – タイムトライアル
- (so) – スイムオフ